# 레인보우 (밴드)
레인보우(Rainbow)는 딥 퍼플의 전 기타 리스트 리치 블랙모어(Ritchie Blackmore)가 1975년 결성한 영국 하드 록 밴드이다. 리치 블랙모어는 오리지널 구성원으로 전 엘프(Elf) 멤버들-보컬에 로니 제임스 디오(Ronnie James Dio), 베이스에 크레이그 그루버(Craig Gruber), 드럼에 게리 드리즈콜(Gary Driscoll), 키보드에 미키 리 소울(Mickey Lee Soule)-을 영입하고 데뷔앨범 ‘Ritchie Blackmore's Rainbow’를 발표하게 된다.
1976년 Rising의 꾸준한 판매로 대성공을 거두게 된다. 뮌헨 필하모닉 오케스트라와의 협연한 ‘Stargazer’를 수록한 이 앨범은 1970년대 최고의 하드 락 앨범 중 하나로 꼽히기도 한다.
1984년 리치 블랙모어는 딥 퍼플의 재결성을 위해 레인보우를 탈퇴하고 딥 퍼플에 합류하지만, 1993년 또다시 딥 퍼플을 탈퇴하게 된다. 리치 블랙모어는 레인보우의 멤버를 전격 교체하고 1995년 ‘Stranger in Us All’를 발표, 레인보우와 블랙모어스 나이트의 활동을 병행하지만 현재 레인보우의 활동은 사실상 중단된 상태이다.

## 구성원

### 오리지널 구성원
- 리치 블랙모어(Ritchie Blackmore) - 기타
- 로니 제임스 디오(Ronnie James Dio) - 보컬
- 크레이그 그루버(Craig Gruber) - 베이스
- 게리 드리즈콜(Gary Driscoll) - 드럼
- 미키 리 소울(Mickey Lee Soule) - 키보드

### 전임 멤버
- 지미 베인(Jimmy Bain) - 베이스
- 토니 캐리(Tony Carey) - 키보드
- 코지 파월(Cozy Powell) - 드럼
- 마크 클라크(Mark Clarke) - 베이스
- 밥 데이즐리(Bob Daisley) - 베이스
- 데이비드 스톤(David Stone) - 키보드
- 피트 골비(Pete Goalby) - 보컬
- 고든 롤리(Gordon Rowley) - 베이스
- 돈 에어리(Don Airey) - 키보드
- 로저 글러버(Roger Glover) - 베이스
- 그레이엄 보넷(Graham Bonnet) - 보컬
- 조 린 터너(Joe Lynn Turner) - 보컬
- 바비 론디넬리(Bobby Rondinelli) - 드럼
- 데이비드 로즌솔(David Rosenthal) - 키보드
- 척 버기(Chuck Burgi) - 드럼
- 두기 화이트(Doogie White) - 보컬
- 그레그 스미스(Greg Smith) - 베이스
- 폴 모리스(Paul Morris) - 키보드
- 존 오라일리(John O'Reilly) - 드럼

## 음반

### 정규 앨범
- 1975 - Ritchie Blackmore's Rainbow
- 1976 - Rising
- 1978 - Long Live Rock 'n' Roll
- 1979 - Down to Earth
- 1981 - Difficult to Cure
- 1982 - Straight Between the Eyes
- 1983 - Bent Out of Shape
- 1995 - Stranger in Us All

### 라이브 앨범
- 1977 - ‘On Stage’
- 1986 - ‘Finyl Vinyl’
- 1994 - ‘Live in Germany’
- 1996 - ‘Live in Europe’

### 컴필레이션 앨범
- 1981 - ‘The Best of Rainbow’
- 1997 - ‘The Very Best of Rainbow’
- 2000 - ‘20th Century Masters - The Millennium Collection: The Best of Rainbow’
- 2002 - ‘Pot of Gold’
- 2003 - ‘Catch the Rainbow: The Anthology’